# Ryan Farquhar
Ryan Farquhar (* 2. Februar 1976 in Dungannon, Nordirland) ist ein britischer Motorradrennfahrer und gilt mit 201 Siegen (Stand 2015) als erfolgreichster nordirischer Fahrer von Straßenrennen.

## Karriere
Farquhar debütierte als Profifahrer bei der Isle of Man TT 2002. Im selben Jahr gewann er erstmals den Ulster Grand Prix. Er ist einer der erfolgreichsten Straßenrennfahrer, gemessen an seinen Erstplatzierungen. Alleine in der Saison 2009 konnte er mit 61 Siegen den bestehenden Rekord der Rennfahrerikone Joey Dunlop einstellen. Lediglich bei der prestigeträchtige Tourist Trophy konnte Farquhar zwar etliche Podiumsplätze, aber nur drei erste Plätze einfahren.
Farquhar trat fast ausschließlich auf Kawasaki an. Ausgerechnet 2006 – erstmals auf Suzuki – musste er nach einem Unfall zu Beginn der Saison für den Rest des Jahres pausieren. 2009 gründete er seinen eigenen Rennstall, das KMR Racing Team, das ebenfalls auf Kawasaki setzt. Neben Farquhar selbst treten für KMR Michael Rutter, Jeremy McWilliams und Jamie Hamilton bei Straßenrennen an.
Unter dem Eindruck des tödlichen Unfalls seines Onkels Trevor Ferguson beim Manx Grand Prix 2012 erklärte er seinen Rücktritt vom aktiven Rennsport. Knapp zwei Jahre später kündigte er jedoch sein Comeback an.
Bei der Tandragee 100 ist Farquhar neben dem Halter des Streckenrekords auch der Erfolgreichste Fahrer.

## Siegestatistik
(Auszug)
| Jahr | Klasse              | Maschine | Rennen            |
| ---- | ------------------- | -------- | ----------------- |
| 2002 | Supersport 400      | Kawasaki | Ulster Grand Prix |
| 2003 | 600er Rennen 1      | Kawasaki | North West 200    |
| 2003 | 600er Rennen 2      | Kawasaki | North West 200    |
| 2004 | Production 600      | Kawasaki | Isle of Man TT    |
| 2004 | Production 1000     | Kawasaki | Ulster Grand Prix |
| 2005 | 600er Rennen 2      | Kawasaki | North West 200    |
| 2005 | Junior Rennen 2     | Kawasaki | Isle of Man TT    |
| 2005 | Supersport Rennen 2 | Kawasaki | Ulster Grand Prix |
| 2007 | Superstock          | Kawasaki | Ulster Grand Prix |
| 2009 | Supertwin           | Kawasaki | Ulster Grand Prix |
| 2009 | Supersport Rennen 2 | Kawasaki | Ulster Grand Prix |
| 2010 | Supertwin           | Kawasaki | Ulster Grand Prix |
| 2011 | Supertwin           | Kawasaki | Ulster Grand Prix |
| 2011 | Doppelsieg          | Kawasaki | Tandragee 100     |
| 2012 | Lightweight         | Kawasaki | Isle of Man TT    |
| 2012 | Supertwins          | Kawasaki | North West 200    |
| 2012 | Supertwin           | Kawasaki | Ulster Grand Prix |
| 2012 | Hattrick            | Kawasaki | Tandragee 100     |
| 2015 | Supertwins Rennen 1 | Kawasaki | North West 200    |
| 2014 | Doppelsieg          | Kawasaki | Tandragee 100     |
| 2016 | Supertwins          | Kawasaki | Tandragee 100     |